# الدوري التركي لكرة السلة للسيدات 2016–17
الدوري التركي لكرة السلة للسيدات 2016–17 (بالتركية: 2016-17 Kadınlar Basketbol Süper Ligi)‏ هو موسم من الدوري التركي لكرة السلة للسيدات. فاز فيه Yakın Doğu Üniversitesi (women's basketball) ‏.